# Delgado (El Salvador)
Delgado o Ciudad Delgado es un distrito ubicado en el departamento de San Salvador en El Salvador; en la actualidad comprende la Zona 12 de la Municipalidad de San Salvador Centro. La localidad ha evolucionado en los últimos cien años antes de llegar a integrarse en una sola, se fundaron los tres barrios que son: Paleca, San Sebastián y Aculhuaca. Luego villa y después ciudad, sus territorios se unieron y separados de la ciudad de San Salvador, en 1901 fueron anexados a San Salvador y en 1903 se dividieron. Fue hasta 1935 que por medio del cabildeo de la gobernación política de San Salvador, junto con los ediles de dichos barrios, decidieron fusionarse y constituir una sola entidad municipal.
| Censo | Población | Cambio  | Porcentaje |
| ----- | --------- | ------- | ---------- |
| 2007  | 120 200   | N/D     | N/D        |
| 2024  | 106 367   | -13 833 | -11.5%     |

## Geografía física
Delgado forma parte de Área Metropolitana de San Salvador. El distrito limita al norte con Apopa y Tonacatepeque; al este con Tonacatepeque y Soyapango, al sur con Soyapango y San Salvador, y al norte por Cuscatancingo, Mejicanos y Ayutuxtepeque.
Los ríos principales son el Acelhuate y las Cañas. En cuanto a su orografía,
```
Milingo y Colis. Su clima es cálido y su monto pluvial oscila entre 1700 y 1950 mm. Cubre un área de 33.4 km² y la cabecera tiene una altitud de 620 
m s. n. m.
```

## Toponimia
Los topónimos Aculhuaca y Paleca son de origen náhuatl y significan «Lugar de los Acolhuas» (acolhua: tribu nahua de México, can: lugar) y «Lugar de colores» (pali: color, can: lugar), respectivamente.

## Historia

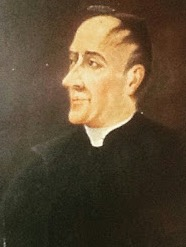
José Matías Delgado y de León uno de los principales líderes del fallido movimiento independentista del año 1811, y el año 1821 fue uno de los firmantes del Acta de independencia centroamericana como miembro de la Diputación Provincial de Guatemala.Después de su fallecimiento fue reconocido como «Benemérito de la Patria» por parte de la Asamblea Legislativa de El Salvador, y también es considerado como un Prócer centroamericano.

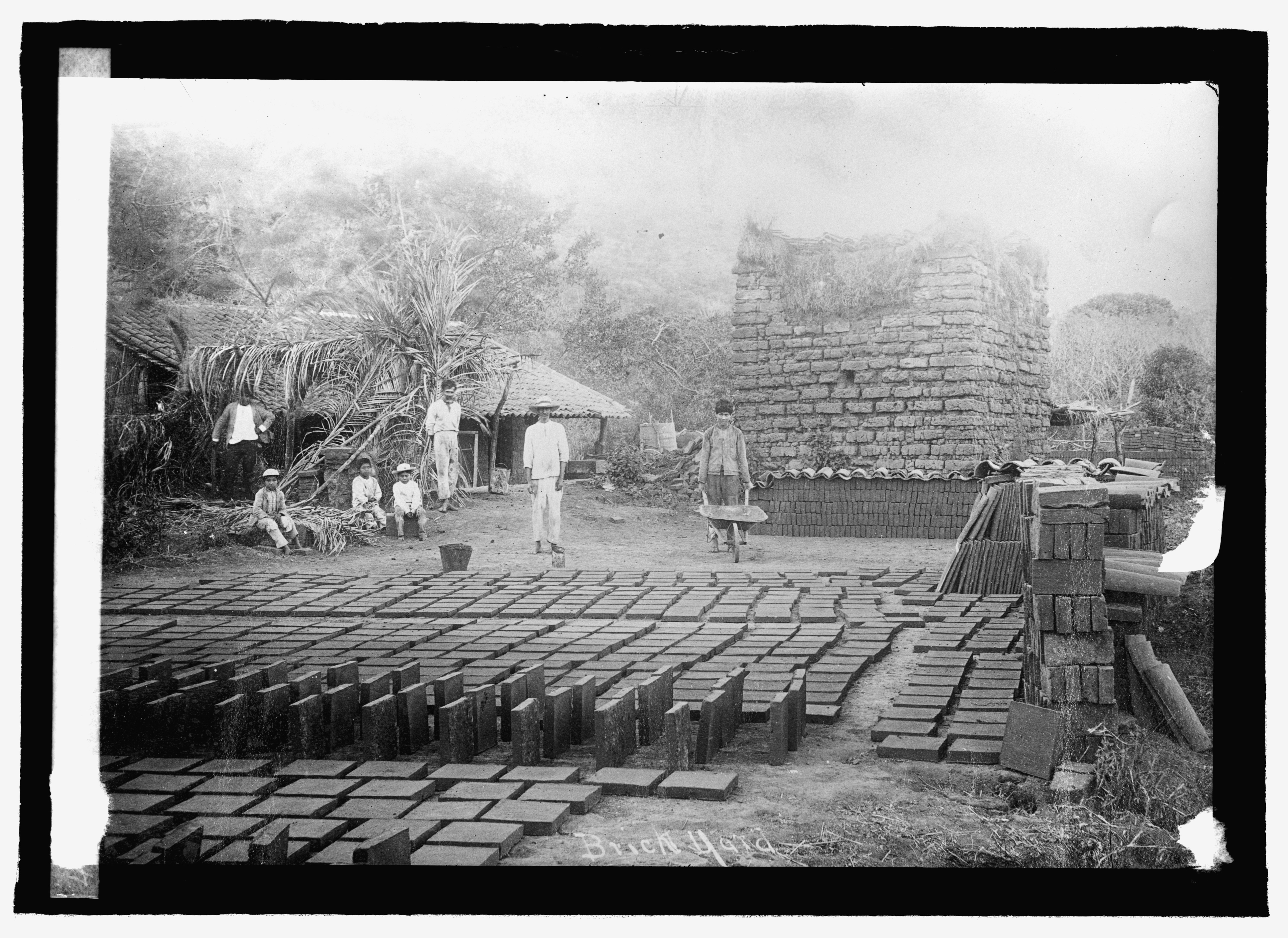
Antigua Fotografía de Ciudad Delgado San Salvador.

El alcalde de Aculhuaca electo para el año de 1872 era don Calixto Medrano, el de Paleca don Leandro Pérez, y el de San Sebastián don Anselmo Ortiz.
El alcalde de Aculhuaca electo para el año de 1873 era don Teodoro Vásquez, el de Paleca don Lúcas Barrera, y el de San Sebastián don Pascual Vásquez. Fue afectado por el terremoto del 19 de marzo de 1873 de 7.3 grados de richter que destruyó a San Salvador.
En el 9 de mayo de 1891, durante la presidencia de Carlos Ezeta, la Secretaría de Gobernación y Fomento acordó establecer oficinas telegráficas y telefónicas en las poblaciones de Mejicanos, Soyapango, Aculhuaca y San Marcos, en comunicación directa con la Oficina Central. El mismo día acordó que por tener informes ciertos de que en las mismas poblaciones se cometen delitos y faltas que no se podían reprimir inmediatamente por no haber policía, acordó establecer en cada una secciones sucursales de la policía montada de San Salvador, compuestas de un sargento y cuatro agentes de policía. En el 19 de mayo, la Dirección General de Telégrafos anunció la apertura al servicio público de una oficina telegráfica en Aculhuaca.
En el 20 de abril de 1893, durante la administración del Presidente Carlos Ezeta, la Secretaría de Instrucción Pública y Beneficencia, a propuesta del director general de Educación Pública, acordó el establecimiento de una escuela mixta en el valle de Mariona en la jurisdicción de Paleca, cuyas dotaciones eran 15 pesos mensuales cada una.
En el 28 de febrero de 1901, la Asamblea Nacional Legislativa, a propuesta del Poder Ejecutivo que había demostrado la necesidad y conveniencia de la extinción de los pueblos aledaños de San Salvador y la utilidad de anexarlos como barrios a San Salvador tanto para el progreso de sus vecindarios y el ensanche y mejora de la capital, decretó la extinción de los pueblos de Paleca, San Sebastián, Aculhuaca, San Jacinto, Cuscatancingo y Mejicanos. La Municipalidad de San Salvador recibió por inventario los archivos, mobiliario, cuentas y existencias en especies y dinero de los pueblos que serían regidos y gobernados como Barrios de la capital, y todas las propiedades de las municipalidades de los pueblos extinguidos pasaron a ser propiedad de la de San Salvador. El decreto es aprobado por el presidente Tomás Regalado en el 1 de marzo y publicado en el Diario Oficial en el 5 de marzo. Los Juzgados de Paz de estos pueblos quedaron suprimidos por el Decreto Legislativo del 23 de marzo de 1901, aprobado por el Ejecutivo en el 29 de marzo y publicado en el 1 de abril.
Durante la presidencia de Pedro José Escalón, un decreto legislativo del 31 de marzo de 1903 derogó el decreto legislativo del 28 de febrero de 1901, erigiendo nuevamente en pueblos los barrios anexados, devolviendo a cada municipio su inventario, archivos y mobiliario correspondientes y restableciendo a las poblaciones en el dominio de las propiedades que tenían.
Durante la administración del General Maximiliano Hernández Martínez, las municipalidades de Aculhuaca, Paleca y San Sebastián Texincal solicitaron su fusión, la cual se hizo efectiva por Decreto de la Asamblea Legislativa de El Salvador el 23 de octubre de 1935, y publicado en el Diario Oficial n.º 240 del 31 de octubre de 1935, que erigió así la Villa Delgado, en honor del prócer centroamericano José Matías Delgado. La primera autoridad tomó posesión el 1 de enero de 1936. La cabecera obtuvo el título de ciudad por Decreto Legislativo el 17 de septiembre de 1968, y publicado en el Diario Oficial n.º 189 del 9 de octubre de 1968.

### Santiago Aculhuaca
Acuhuaca fue fundada por los acolhuas (indígenas hablantes de náhuatl del actual México) traídos por los españoles durante la conquista, luego que San Salvador se trasladará desde su sitio original en Ciudad Vieja a su sitio actual en 1545. En 1736 recibiría el título de pueblo por el gobernador y capitán general de Guatemala el Mariscal Don Pedro de Rivera y Villalón, tenía como caseríos: San José Cortés, Catarina, Calle Real y San José Arrazola, sus fiestas patronales se celebran el día 25 de julio en honor a Santiago Apóstol, pertenecía al curato de Mejicanos, y la Iglesia se construyó desde el año de 1770 impartiendo clases para leer y escribir, en el año de 1793 fue cura párroco el prócer Nicolás Aguilar, desde el atrio de Iglesia los vigilantes contemplaban el Valle de las Hamacas, para las luchas que se libraron después de la independencia en contra de la anexión a México y Guatemala.
En 1740, según el alcalde mayor de San Salvador Don Manuel de Gálvez Corral tenía Santiago Aculhuaca 133 indios tributarios y jefes de familia, esto alrededor 665 habitantes. Ingreso en 1786 en el partido de San Salvador.
En 1807, según el corregidor intendente Don Antonio Gutiérrez y Ulloa, Aculhuaca era pueblo numeroso de indios, pasa en población de 1200 almas, goza de temperatura, aunque cálido, es fértil su terreno para todos frutos y semillas, aunque quebrado y sujeto a temblores.
Ha permanecido indistintamente al departamento de San Salvador 1824 (12 junio) a 1835 (28 de enero); a 1839 (30 de julio) y a partir de esta fecha al departamento de San Salvador. Antes del 28 de enero de 1865 formó parte del distrito del norte de San Salvador y desde hasta fecha fue el municipio del centro o de San Salvador.
En 1890 tenía 1680 habitantes y dice don Guillermo Dawson que “Aculhuaca es una población muy pintoresca, se distingue por su iglesia actual, sus calzadas de mamposterías y las ruinas de varios edificios construidos por los españoles”. En el atrio de la iglesia de Aculhuaca está la tumba de los Malespín y en ella enterrado el humanista presbítero Juan Bertis Malespín.
Por Decreto Legislativo 287 de febrero de 1901 se extinguió el pueblo de Aculhuaca y se agregó como barrio a la ciudad de San Salvador. La anterior disposición legislativa fue derogada por Decreto Legislativo de 31 marzo de1903. Por ley del 18 de mayo de 1928, expedida durante la administración del doctor don Pío Romero Bosque, se elevó a la categoría de villa del pueblo de Aculhuaca, por haber ''alcanzado un alto grado de progreso comercial, agrícola e industrial y haber mejorado de manera notable tanto en el orden material como en la cultura de sus habitantes''.

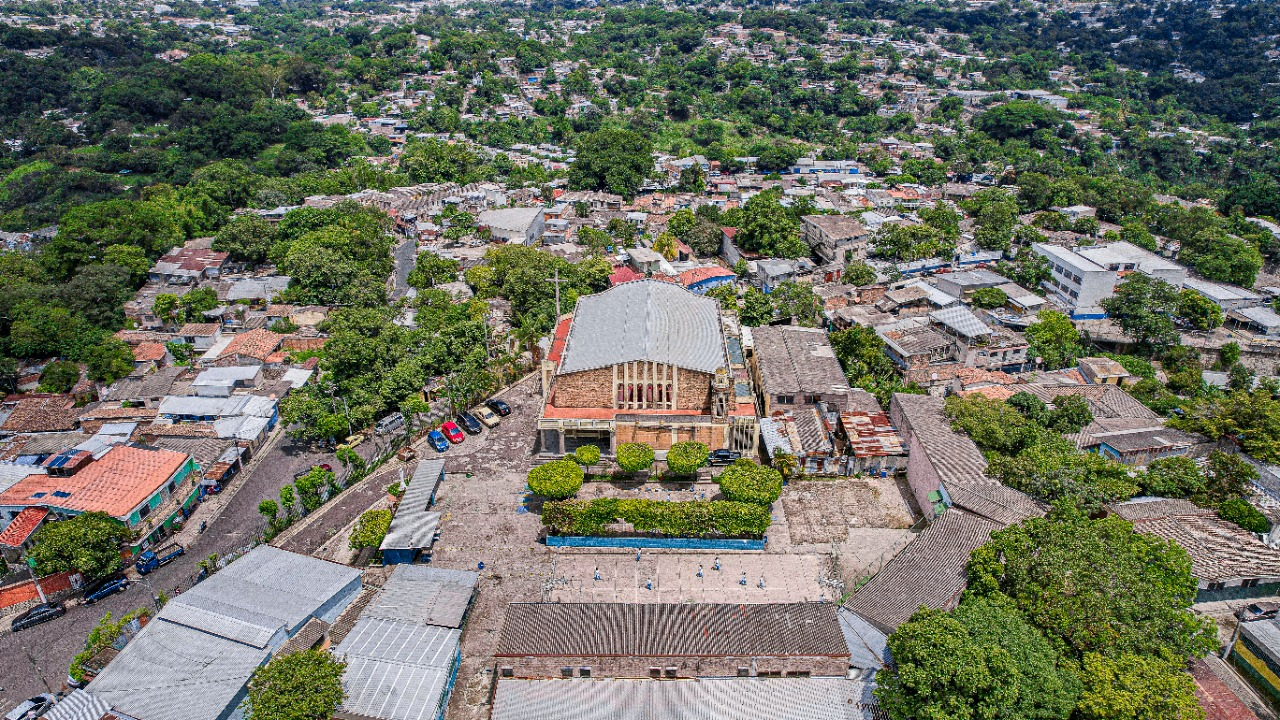
Barrio Aculhuaca

### Paleca
El antiguo pueblo de Paleca fue fundado por indígenas del actual Guatemala (sobre todo cakchiqueles) traídos por los españoles en la conquista y que se asentaron en la zona luego que San Salvador se trasladara a su sitio actual. Su nombre se encuentra en idioma Náhuat, y en tal lengua paleca significa ''lugar de tierra de colores'', pues proviene de pale, tierra de color; y acá, lugar.
Pertenecía a la parroquia de San Salvador, poseía yacimientos de Yeso, de muchos colores, se desarrolló la alfarería, con la llegada de los españoles, aparecieron indios cakchiqueles de origen guatemalteco, que acompañaban a los hermanos de Alvarado; los caseríos de Milingo y Arenales pertenecían a esta compresión territorial, sus fiestas religiosas las celebran el día 16 de agosto.

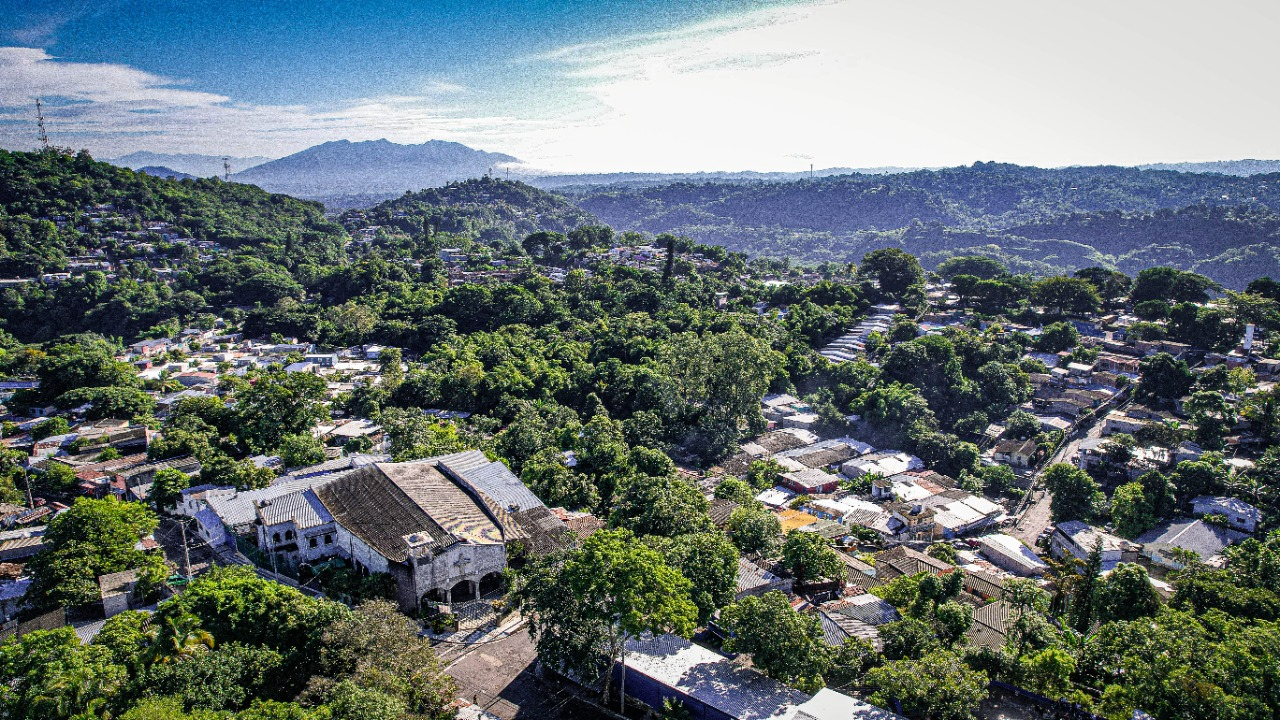
Barrio Paleca

### San Sebastián Texinca o San Sebastián
El pueblo de Texinca o Texincal fue fundado por los esclavos indígenas pertenecientes a Antonio Docampo, en tierras qué este les dejó luego que decidiera regresar a España en 1550 (una parte de esas tierras las obtuvo por Pedro de Alvarado y la otra por compra a la comunidad indígena de San Antonio Soyapango). Texinca, en idioma Náhuat, significa " lugar de piedrecitas"; y Texincal "casas de piedrecitas", pues proviene de tet piedra, roca: tzin, diminutivo, pequeño; y ca sufijo locativo o cal. Antiguamente se conocía como Texineal, sus suelos eran bañados por el río Acelhuate, la topografía de este pueblo es quebrada, con grandes abismos, que con terremotos ocasionaban derrumbes, se encontraba entre 6 barrancos uno de ellos de nombre Cuasaltitan, en sus tierras se encontraban los zacates cola de coyote, sacapataste, talquezal, grama, árboles de quebracho, canelo, guachipilin, guiliguiste, chapenlo, apalanco, cordoncillo, mozotillo, laurel, chapulastapa, madrecacao; árboles frutales como el zapote, uluzapote, matasano, aguacate, nance, sincuya, coyol, coco, paterno, cuginicuil, anona, papayos, icaco, mamey, jocote, marañon, mangos, naranjas, limones, palo de pito, jicaros redondo y largo, plátanos y guineos; tiene 4 fuentes de aguas potables llamadas, Pila del Ujuste Tecomates, La Pena y Cuasaltitan, del río Acelhuate sacan el Tepemechin. Sus habitantes son aficionados a las diversiones y al aguardiente, y con fuertes costumbres religiosas, sus fiestas patronales se celebran el 20 de enero y se trata de conservar la fiesta de los Moros, entre su fuana  se encuentran el ya mencionado tepemichin, venados, cerdo de monte, la cotuza, mapaches, conejos, pizotes, tepezcuintles, zorras, osos colmeneros, taltuzas, garrobos, iguanas y como aves la chacha, el torogoz, los chocoyos y catalnicas, palomas, tortolitas, el zanate, el tordito y el cheje y una población de 475 habitantes.

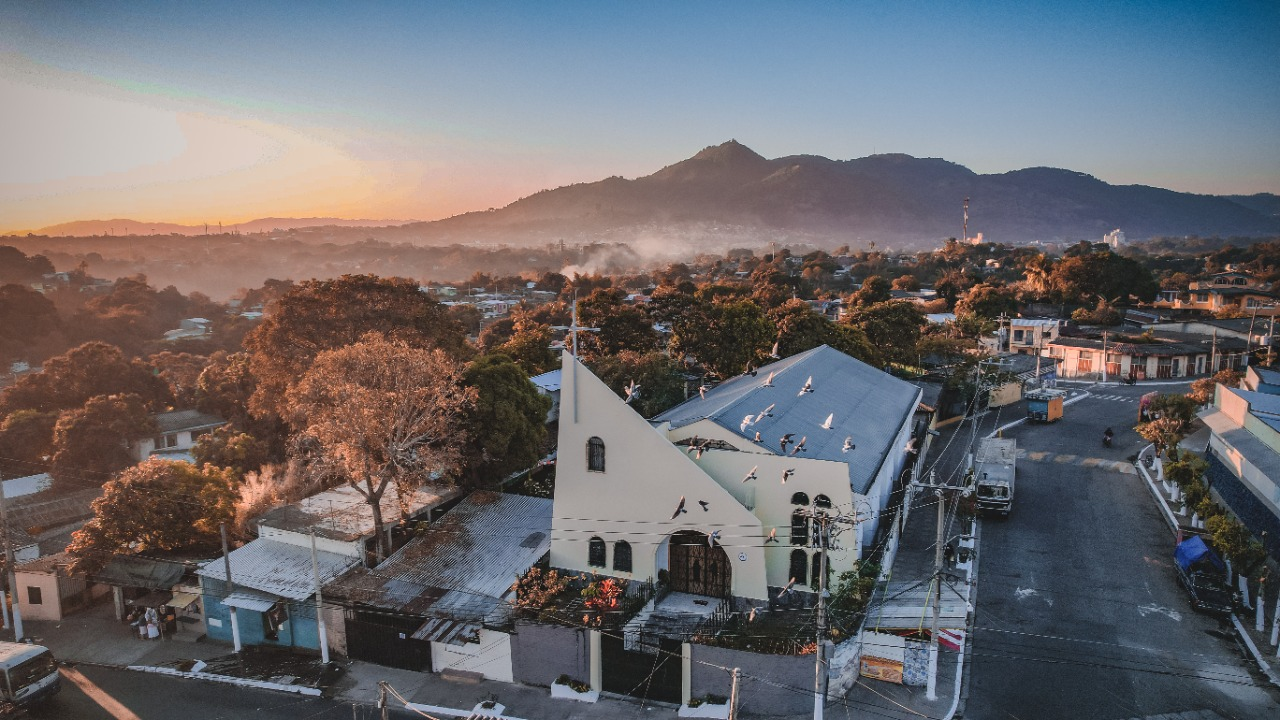
Barrio San Sebastián

## Geografía humana

### Organización territorial
Para su administración se divide en once cantones y 174 caseríos
- Cantones:
- Arenales
- La Cabaña
- Calle Real
- Milingo
- Plan del Pino
- San Laureano
- Acolhuaca
- El Cortez
- Paleca
- San Sebastián
- Las Victorias

### Demografía
Tiene una población de 120.200 habitantes de acuerdo al Censo de Población y Vivienda de 2007, lo que lo convierte en el octavo distrito más poblado del país, y en el quinto del departamento.

### Economía
Delgado es un distrito que está caracterizado por la existencia de muchas industrias las cuales son la piedra angular de la actividad económica del territorio. El distrito posee una zona industrial muy desarrollada, la cual está situada sobre la carretera Troncal del Norte, donde coexisten empresas dedicadas al sector industrial, químico, metal farmacéutico, automotriz y servicios industriales y de logística. 
La carretera Troncal del Norte es una de las principales vías de comunicación de nuestro país, ya que cuenta con conectividad internacional, también es la principal vía de conexión a la zona norte, sur, oriente y occidente del territorio nacional, motivo por el cual, no es coincidencia que las empresas más grandes del distrito elijan este lugar para el establecimiento de su centro de operación.
El sector industrial se caracteriza por empresas dedicadas a la producción de piezas y maquinarias industriales, a la vez existen empresas que producen y exportan productos químicos que son insumos para demás procesos productivos. También existen empresas que se dedican a la compra y venta de productos reciclados, papel, cartón, aluminio, las cuales están ubicadas en zonas como la troncal del norte, colonia Meléndez, barrio Paleca, etc.
El sector automotriz es el más grande del distrito, y está caracterizado por una atomicidad de empresas que se dedican a la compra y venta de repuestos, además de empresas dedicadas al mantenimiento de vehículos de uso personal e industrial, a su vez se ofrecen servicios de mecánica automotriz en la bastedad de talleres existentes en el municipio.
Otro rubro que empieza a denotar más actividad es el de restaurantes, al comenzar el reordenamiento, recuperación y dinamización de espacios públicos, los empresarios del casco urbano no se quedan fuera de la ola de transformación y deciden invertir en el inicio de operaciones o en mejoras a sus negocios existentes. 

## Escudo de Delgado

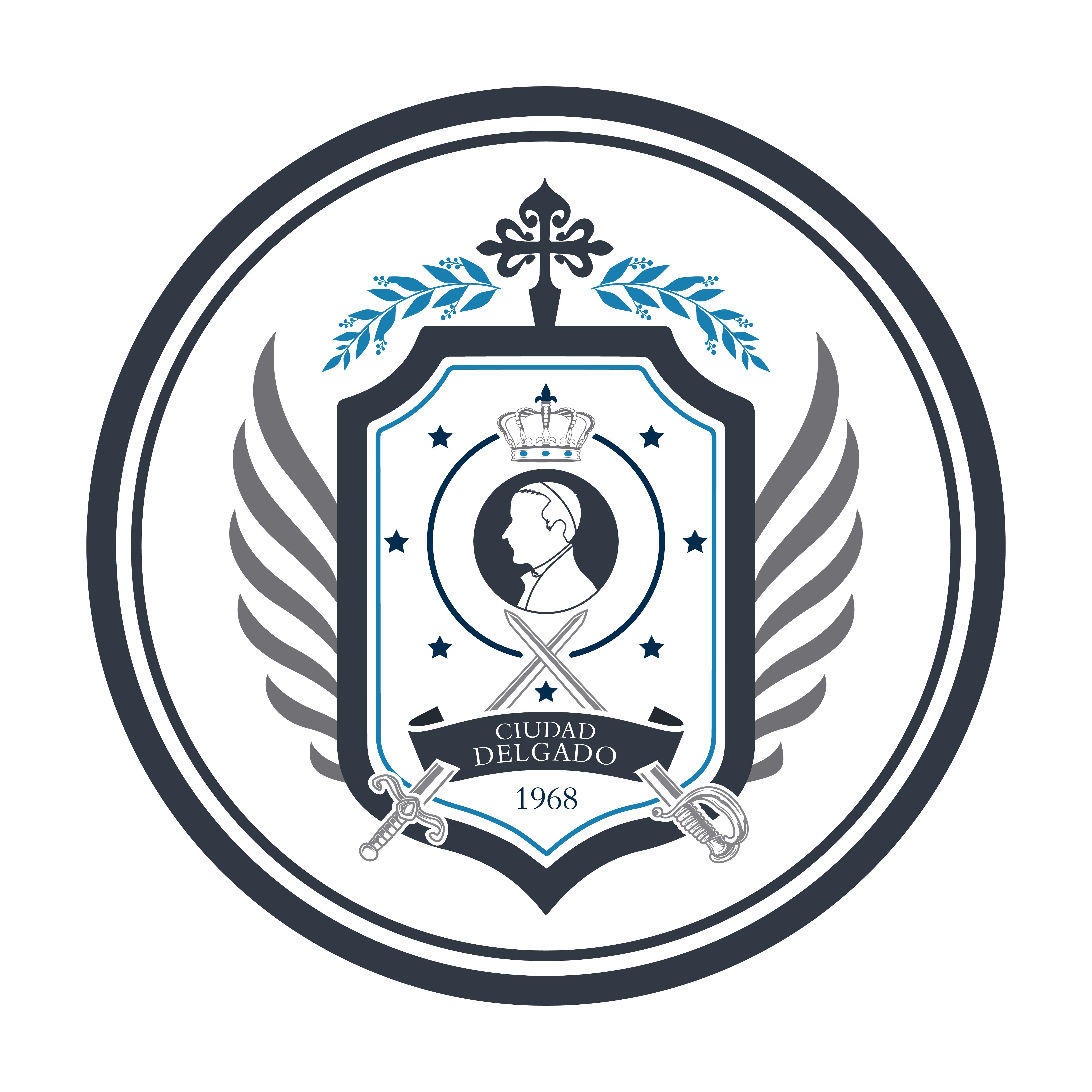
Escudo de Delgado 2021 -2024

El anterior escudo de Delgado estaba conformado por los siguientes componentes:
- Cruz santiago: Barrio Aculhuaca.
- Laureles: Maratón Santiago.
- Alas: Barrio Las Victoria.s
- Estrellas: Siete Cantones.
- La corona: Barrio Paleca.
- Dos espadas: Barrio San Sebastián.
- Rostro: José Matias Delgado.
- Año: Año en el que Delgado paso de Villa a ciudad.

## Política
Pese a ser uno de los municipios más poblados de El Salvador y constituir parte del Área Metropolitana de San Salvador, Delgado se vio relegado durante muchos años como un distrito acosado por la violencia y la pobreza. En el año 2021 Mario Vásquez fue elegido como alcalde municipal por el partido Nuevas Ideas, dejando atrás 24 años de gobiernos municipales controlados por los partidos FMLN y ARENA. La victoria de Vásquez puso de manifiesto el descontento de la población por esos partidos tradicionales abriendo un nuevo capítulo de esperanza para el municipio. Siguiendo la visión del Presidente Nayib Bukele, la actual gestión municipal busca caracterizarse por la eficiencia, la inversión en la mejora de calles y espacios públicos del municipio buscando convertir a Delgado en un municipio moderno, eficiente y revitalizado económicamente junto a la población trabajadora que invierte en negocios de modo que asegure las bases para la prosperidad de sus habitantes. Después de la reestructuración municipal su alcalde pasó a ser Mario Durán.

## Cultura

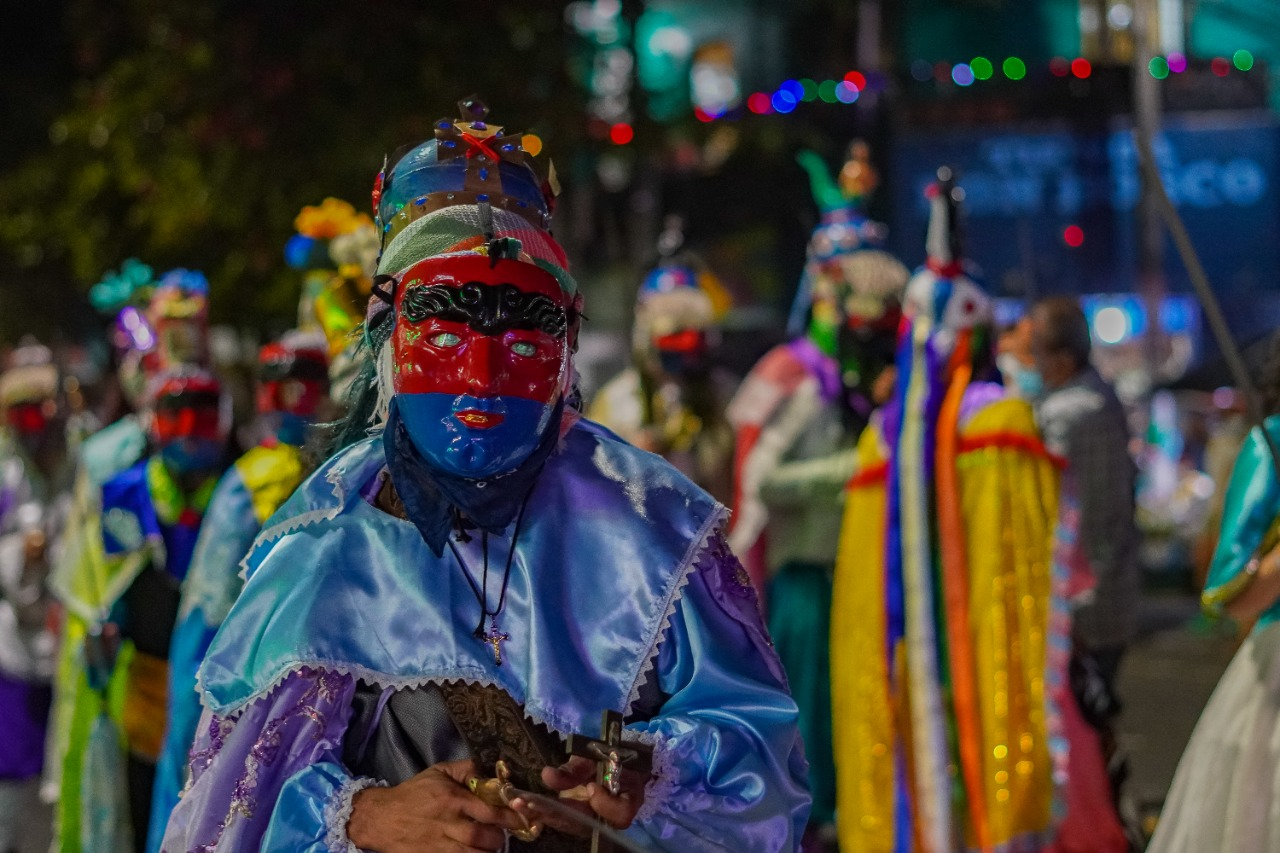
Fotografía de moros de Delgado

Las fiestas patronales se celebran el 25 de julio en honor de Santiago Apóstol. 
Las danzas emblemáticas : 
• Danza de moros y cristianos (Historiantes) del barrio San Sebastián.
• Danza de moros y cristianos (Historiantes) de San José Cortez.

## Lugares turísticos

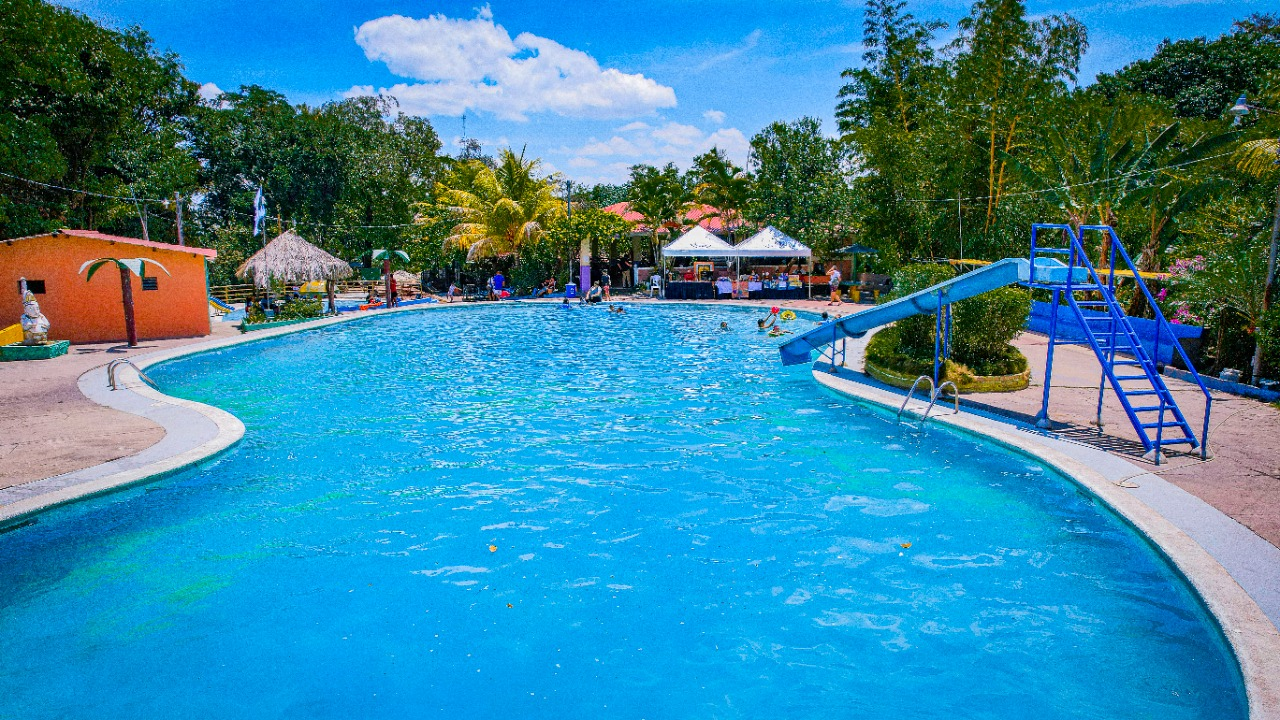
Parque acuático Texincal

• Parque acuático Texincal conocido anteriormente como "Tio Julio". 
• Piscinas naturales de Tecotrini en Los Alpes, barrio San Sebastián.
• Teatro Yulkuikat en Carretera de Oro.
• La fundación Pablo Tesak en Carretera de Oro.
• Parque temático Eco Aventura (Pablo Tesak).